# Александер, Фред
Фредерик (Фред) Бизли Александер (англ. Frederick Beasley 'Fred' Alexander; 14 августа 1880, Си-Брайт, Нью-Джерси — 3 марта 1969, Беверли-Хиллз, Калифорния) — американский теннисист-любитель. Победитель чемпионата Австралазии по теннису (1908) в одиночном и парном разрядах, 5-кратный чемпион США в мужском одиночном разряде, член Национального (позже Международного) зала теннисной славы с 1961 года.

## Биография
Вырос в Си-Брайте (Нью-Джерси). Учился в Принстонском университете, выступая за который, стал победителем межвузовского чемпионата США в парном разряде в 1900 и в одиночном разряде в 1901 году.
С 1900 года Александер участвовал в национальном чемпионате США, где в том же году дошёл до финала в парном разряде. С 1905 по 1911 год он семь раз подряд играл в финале чемпионата США в этом разряде, где его партнёром был Гарольд Хакетт. В 1907—1910 году они четырежды подряд становились победителями турнира.
В 1908 году Александер добился своего наивысшего успеха в чемпионате США в одиночном разряде, когда дошёл до финала турнира претендентов (уступив там Билсу Райту). В составе сборной США участвовал в финальном матче Международного кубка вызова (впоследствии известном как Кубок Дэвиса), но американцы уступили в Мельбурне со счётом 2:3 сборной Австралазии. Александер проиграл все три своих встречи — две в одиночно разряде и одну в паре с Билсом Райтом. После этого, однако, он принял участие в теннисном чемпионате Австралазии и стал первым иностранцем, которому удалось выиграть этот турнир в одиночном разряде. В финале американец победил фаворита чемпионата Альфреда Данлопа, после чего они уже вдвоём завоевали чемпионское звание в мужском парном разряде.
Свой пятый титул чемпиона США в мужском парном разряде завоевал в 1917 году, в возрасте 37 лет, в паре с 19-летним Гарольдом Трокмортоном, а на следующий год в последний раз в карьере дошёл до финала чемпионата в этом разряде. В 1918 году также в первый и последний раз за карьеру стал финалистом чемпионата США в миксте. Как по суммарному количеству финалов в мужских парах (10), так и по количеству финалов, проведённых подряд (7), Александер остаётся рекордсменом чемпионатов США. С 1904 по 1918 год он 6 раз входил в десятку сильнейших теннисистов США согласно ежегодному рейтингу, составляемому Ассоциацией лаун-тенниса Соединённых Штатов (USLTA); в 1908 году поднялся в этом рейтинге до 3-го места.
В 1961 году имя Фреда Александера было включено в списки Национального (позже Международного) зала теннисной славы.

## Финалы турниров Большого шлема за карьеру

### Одиночный разряд (1-0)
| Результат | Год  | Турнир                | Покрытие | Соперник в финале | Счёт в финале           |
| --------- | ---- | --------------------- | -------- | ----------------- | ----------------------- |
| Победа    | 1908 | Чемпионат Австралазии | Трава    | Альфред Данлоп    | 3-6, 3-6, 6-0, 6-2, 6-3 |

### Мужской парный разряд (6-5)
| Результат | Год  | Турнир                | Покрытие | Партнёр            | Соперники в финале            | Счёт в финале           |
| --------- | ---- | --------------------- | -------- | ------------------ | ----------------------------- | ----------------------- |
| Поражение | 1900 | Чемпионат США         | Трава    | Реймонд Литл       | Дуайт Дэвис Холкомб Уорд      | 4-6, 7-9, 10-12         |
| Поражение | 1905 | Чемпионат США         | Трава    | Гарольд Хакетт     | Билс Райт Холкомб Уорд        | 4-6, 4-6, 1-6           |
| Поражение | 1906 | Чемпионат США]        | Трава    | Гарольд Хакетт     | Билс Райт Холкомб Уорд        | 3-6, 6-3, 3-6, 3-6      |
| Победа    | 1907 | Чемпионат США         | Трава    | Гарольд Хакетт     | Брайан Грант Нэт Торнтон      | 6-2, 6-1, 6-1           |
| Победа    | 1908 | Чемпионат США (2)     | Трава    | Гарольд Хакетт     | Реймонд Литл Билс Райт        | 6-1, 7-5, 6-2           |
| Победа    | 1908 | Чемпионат Австралазии | Трава    | Альфред Данлоп     | Гренвилл Шарп Энтони Уайлдинг | 6-3, 6-2, 6-1           |
| Победа    | 1909 | Чемпионат США (3)     | Трава    | Гарольд Хакетт     | Джордж Джейнс Морис Маклафлин | 6-4, 6-4, 6-0           |
| Победа    | 1910 | Чемпионат США (4)     | Трава    | Гарольд Хакетт     | Том Банди Троуриндж Хендрик   | 6-1, 8-6, 6-3           |
| Поражение | 1911 | Чемпионат США         | Трава    | Гарольд Хакетт     | Реймонд Литл Густав Тушар     | 5-7, 15-13, 2-6, 4-6    |
| Победа    | 1917 | Чемпионат США (5)     | Трава    | Гарольд Трокмортон | Гарри Джонсон Ирвинг Райт     | 11-9, 6-4, 6-4          |
| Поражение | 1918 | Чемпионат США         | Трава    | Билс Райт          | Винсент Ричардс Билл Тилден   | 3-6, 4-6, 6-3, 6-2, 2-6 |

### Смешанный парный разряд (0-1)
| Результат | Год  | Турнир        | Покрытие | Партнёрша      | Соперники в финале         | Счёт в финале |
| --------- | ---- | ------------- | -------- | -------------- | -------------------------- | ------------- |
| Поражение | 1918 | Чемпионат США | Трава    | Молла Бьюштедт | Хейзел Уайтмен Ирвинг Райт | 2-6, 3-6      |